# Tigrine
Tigrine est un village (kabyle) en Algérie qui se situe entre Ighzer Amokrane et Ifri. 
Cependant il faut préciser qu'il existe dans la même wilaya, au niveau de la daïra de Tazmalt (wilaya de Béjaïa) et dans la commune de Boudjellil un autre village qui s'appelle aussi Tigrine.